# Джийвс и Устър
„Джийвс и Устър“ (на английски: Jeeves and Wooster) е британски комедиен сериал за едноименните герои на П. Г. Удхаус. Сериалът се излъчва от 1990 г. до 1993 г. и главните роли се изпълняват от Хю Лори и Стивън Фрай.